# Миркуловский, Филип
Филип Миркуловский (макед. Филип Миркуловски; род. 14 сентября 1983, Скопье) — македонский гандболист, центральный защитник; тренер.

## Карьера

### Клубная
Гандболом занялся в 13 лет. Воспитанник школы команды «Македония». Карьеру начал в «Металурге» из Скопье в 2003 году, спустя год отыграл сезон в «Младости» из Богданцев, после чего вернулся в состав «Металурга».

### В сборной
За сборные разных уровней сыграл 125 игр, в том числе 93 игры за основную сборную (отличился 225 раз).

## Личная жизнь
Владеет македонским, сербским и английским языками. 24 июня 2012 женился на своей давней подруге Благице Наумовской.

## Статистика
Статистика Филипа Миркуловского
| Сезон   | Клуб              | Лига       | Матчи | Голы   | Голы   | Голы  |
| Сезон   | Клуб              | Лига       | Матчи | С игры | 7-метр | Всего |
| ------- | ----------------- | ---------- | ----- | ------ | ------ | ----- |
| 2014/15 | Ганновер-Бургдорф | Бундеслига | 15    | 34     | 0      | 34    |
| 2015/16 | Ветцлар           | Бундеслига | 30    | 47     | 0      | 47    |
| 2016/17 | Ветцлар           | Бундеслига | 32    | 45     | 0      | 45    |
| 2017/18 | Ветцлар           | Бундеслига | 31    | 36     | 0      | 36    |
| 2018/19 | Ветцлар           | Бундеслига | 18    | 26     | 0      | 26    |